# Porcellionides reticulorum
Porcellionides reticulorum là một loài chân đều trong họ Porcellionidae. Loài này được Verhoeff miêu tả khoa học năm 1943.